# Варшавське генерал-губернаторство
Варша́вське генера́л-губерна́торство — адміністративно-територіальна одиниця у складі Російської імперії (центр – місто Варшава), площа біля 127 тис. км², населення — 9,4 млн. чол. (1897 рік).

## Історія
Варшавське князівство було створено Наполеоном I у 1807 році з частин польських земель, тоді ж Білостоцька округа був приєднаний до Російської Імперії. Але більша частина майбутнього Варшавського генерал-губернаторства увійшла до Росії лише після військової поразки Франції. Згідно з Віденським конгресом 1814–1815 років, був проведений переділ Польщі:
- з більшої частини Варшавського князівства створено Королівство Польське (увійшло до Російської імперії, згодом перейменоване на Варшавське генерал-губернаторство)
- Познанщина відійшла до Пруссії, яка зберегла собі Сілезію та Помор’я
- Краків (разом з округом) був оголошений «вільним містом» (Краківська республіка), але вже у 1846 році приєднаний до Австрійської імперії
- Галичина зберігалася за Австрійською імперією.

## Поділ
9 губерній (Так звані «Привислінські губернії») (Населення дано за переписом 1897 року):
- - Варшавська (площа – 17 480 км2, населення – 1 931 867 чол.)
  - Калиська (центр – Калиш, площа – 11 340 км2, населення – 840 597 чол.)
  - Келецька (центр – Кельці, площа – 10 090 км2, населення – 761 995 чол.)
  - Ломжинська (центр – Ломжа, площа – 10 550 км2, населення – 579 592 чол.)
  - Люблінська (площа – 16 830 км2, населення – 1 160 662 чол.)
  - Петроковська (площа – 12 250 км2, населення – 1 403 901 чол.)
  - Плоцька (площа – 9 430 км2, населення – 553 633 чол.)
  - Радомська (центр – Радом, площа – 12 350 км2, населення – 814 947 чол.)
  - Сувалкська (центр – Сувалки, площа – 12 320 км2, населення – 582 913 чол.)

Станом на 1897 рік до «Привислінських губерній» належала Седлецька (площа – 14 320 км2, населення – 772 146 чол.)
Таким чином, загальна площа Варшавського генерал-губернаторства складала 126 950 км2 (111 553,6 квадратних верст), населення – 9 402 253 чол. (1897 рік)